# U-2371
O Unterseeboot 2371 foi um submarino alemão da classe Tipo XXIII que serviu na Kriegsmarine por um breve período durante a Segunda Guerra Mundial.
Comissionado em 24 de abril de 1945 foi posto a pique pela tripulação em 3 de maio de 1945.